# Fos-sur-Mer

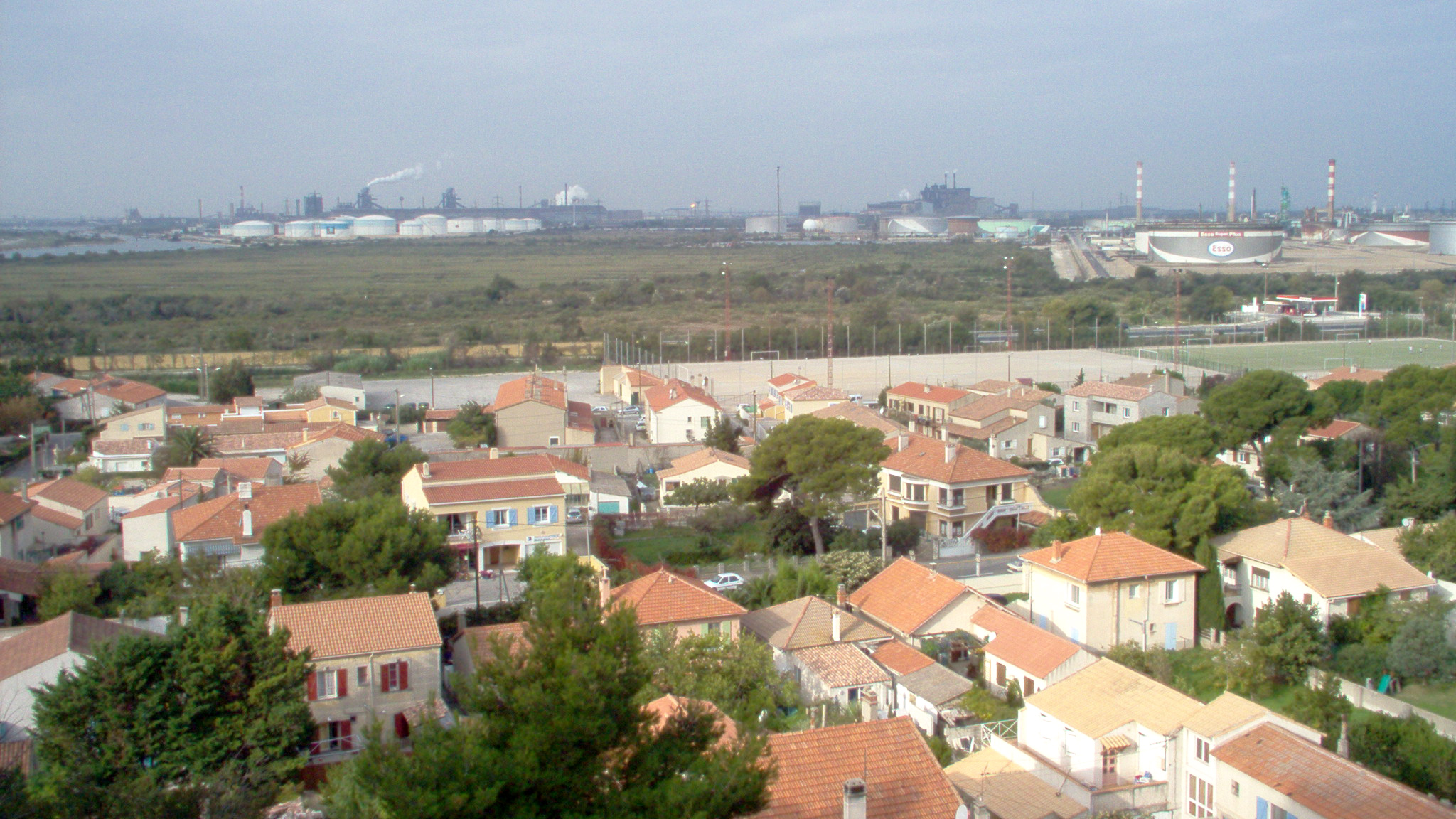
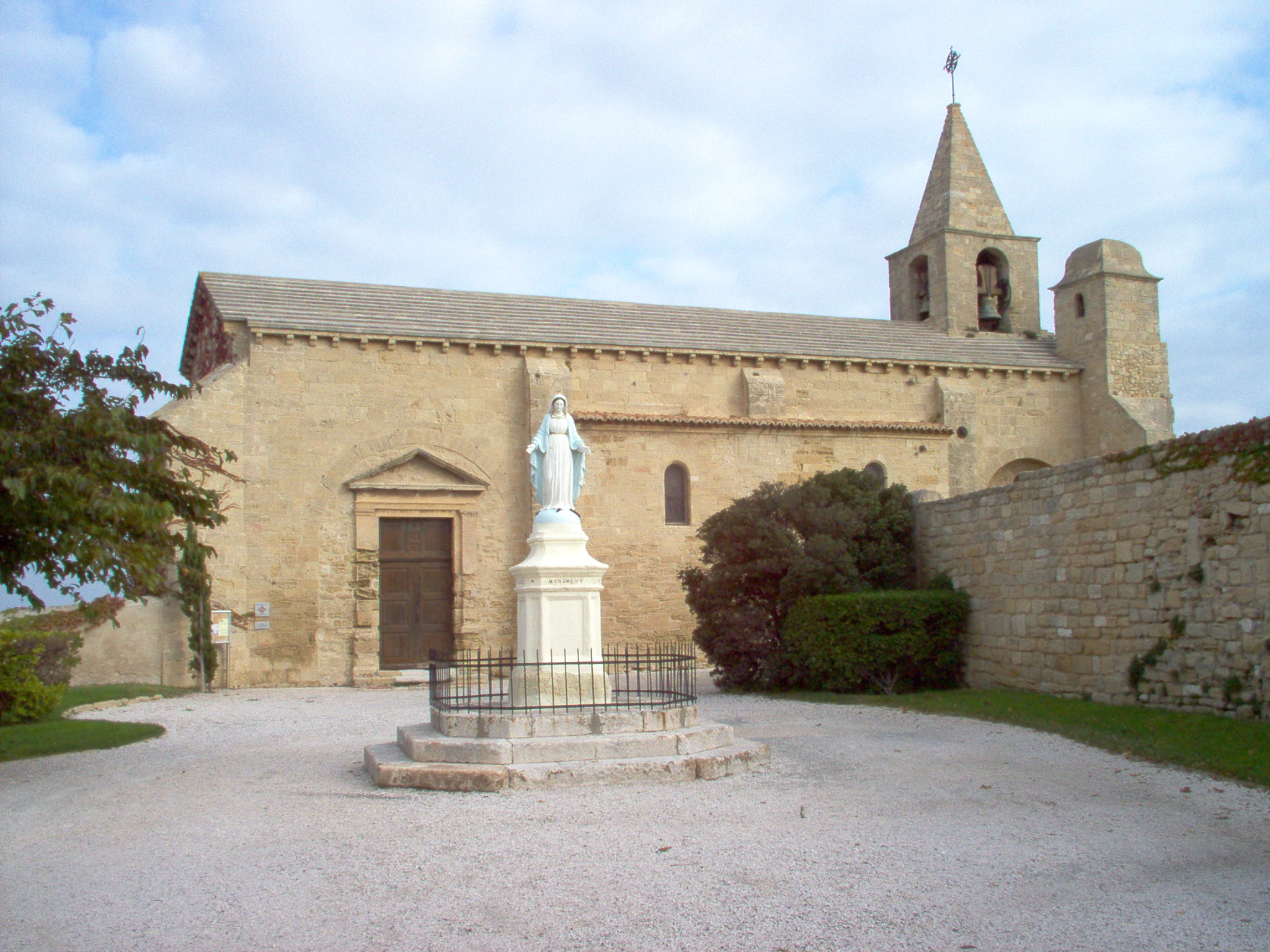
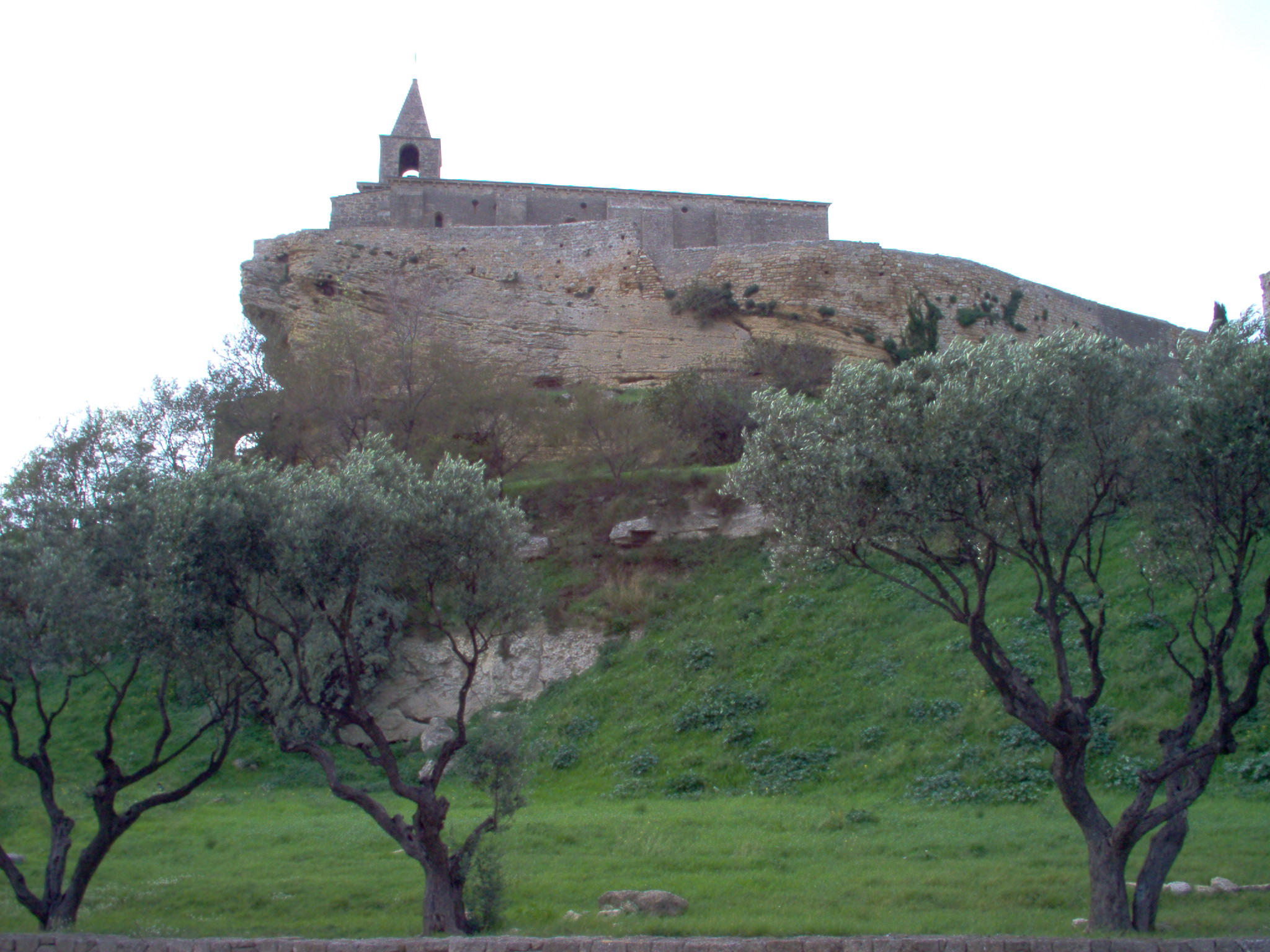

Fos-sur-Mer – miejscowość i gmina we Francji, w regionie Prowansja-Alpy-Lazurowe Wybrzeże, w departamencie Delta Rodanu.
Według danych na rok 1990 gminę zamieszkiwało 11 605 osób, a gęstość zaludnienia wynosiła 126 osób/km² (wśród 963 gmin regionu Prowansja-Alpy-W. Lazurowe Fos-sur-Mer plasuje się na 54. miejscu pod względem liczby ludności, natomiast pod względem powierzchni na miejscu 45.).